# 英軍服務團

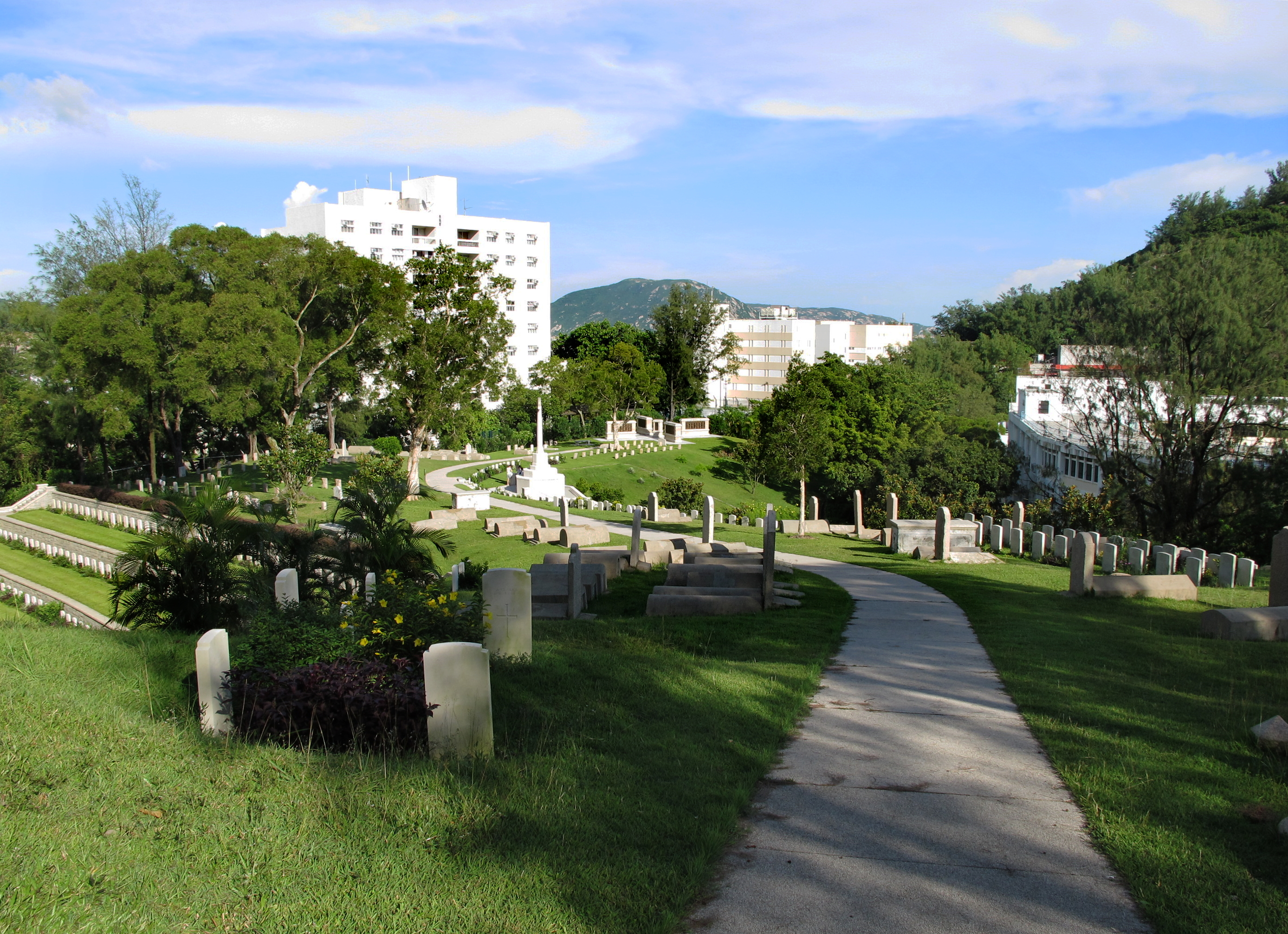
牺牲的英軍服務團成员被埋葬在赤柱軍人墳場

英军服务团（英文：British Army Aid Group），是一支太平洋战争服務的英军情报部队，戰時屬於英军駐印度總部情報科，由軍情九處管轄:18-19。英軍服務團參與營救被日军关押于集中营内的盟军战俘、收集情报、進行策反等行動。
香港重光後，英軍服務團在1945年12月31日宣布解散:18-19。

## 歷史
香港保衞戰結束後，英國在香港的情報系統迅速瓦解，盟軍難以掌握香港情況，只能從撤離香港的盟軍，或因日軍推行「歸鄉政策」逃難返到中國的華人得到零星的情報。1942年1月，香港大學醫學院教授、香港義勇防衛軍陸軍中校賴廉士在東江縱隊成員協助下，由深水埗集中營逃至中國本土，並在1942年5月廣東省曲江成立英軍服務團，數月後遷往廣西省桂林:22-23。
英軍服務團主要任務是協助營救逃亡中國的英國軍民，故被編入負責戰俘詢問、英籍人員撤離與處理的軍情九處，向駐重慶的英國大使館匯報，由印度英軍總司令管轄，而非受中國戰區統帥的國民政府軍事委員會支配。服務團大量起用華籍英軍及華人英軍僱員為骨幹，部分人經訓練後潛入香港及華南的日佔區，向盟軍提供情報、與集中營建立聯繫、繪製日軍據點資料，並在戰爭結束前協助組建殖民地臨時政府:22-23。
英軍服務團的特工均以特工編號作為身份識別，而與情報站溝通則以通訊代號，作為書信及無線電通訊加密:36，而架構上分為戰地行動組及戰地情報組，前者由從事破壞行動的英軍地下特别行动执行处在華南地區活躍的Z組人員調配，後者則以華人特工為主:47。英軍服務團在曲江、惠州、河源、清遠、四會、沙坪、恩平等地設立前哨站:4-5，並一度在葡屬澳門設立情報站。
雖然香港守軍在香港保衛戰中落敗，但英軍軍官在接獲投降消息時便安排華裔士兵換上平民服裝並混入平民之中，因而約有900多名華裔士兵在香港淪陷時沒有如歐洲裔和印度裔士兵般淪為日軍的戰俘，連同從戰俘營成功脫逃的華裔士兵，有700多人其後向英軍服務團報到，英軍服務團除了安排這些華裔士兵在香港蒐集日軍情報，還安排具有前線作戰經驗的其中130人前往英屬印度再次接受軍事訓練，並於1944年被編組為香港志願連參與緬甸戰役，在日軍佔領區從事敵後破壞等特戰任務。
1943年，英軍服務團曾組派員參加美國軍事顧問團在衡陽為國民政府軍而設的傘兵訓練營，英方一度計畫以武力營救亞皆老街集中營的英籍軍官，但最終因風險太高而擱置:46-47。
1945年12月31日，英軍服務團名義上納入英國駐港的香港防衛軍，架構正式解散:78。英國在1947年刊憲向多名英軍服務團成員頒授大英帝國獎章:79。據統計英軍服務團約有80人陣亡，部分陣亡特工合葬於鑽石山墳場的「抗日烈士墓」，而部分具軍職人員則被埋葬在赤柱軍人墳場。

## 已知行動
- 1942年起，透過特工策反海軍船塢、太古船塢、黃埔船塢等船廠工人，癱瘓日軍艦艇的維修[1]:94-95。
- 策反羅文錦等仍在香港為日軍服務的華商[1]:94-95，羅文錦因顧及家中妻兒老少約四十人安危婉拒並承諾不作對英國有傷害的行為，後採用消極政策應對日軍如與開會時不發一言。
- 在澳門板樟堂成立情報站，監視香港情況及珠海三灶島上日軍海陸航空基地調動[1]:57。
- 从1942年8月至1943年4月，成功营救出英国人19人，包括军官7人、政府高级工作人员1人、以及汇丰银行的高级职员劳恩维克和摩利逊等人，以外还营救出2名挪威人、1名苏联人、26名印度人[7]。
- 在港搜集日軍據點及建築物情報，繪製有周遭環境、地勢及地理位置、駐守人員數目、存放物資的種類及存量等記錄的草圖[8]。
- 記錄盟軍空襲的時間及戰果[1]:94-95。
- 1945年1月，協助因日軍防空炮火墜海的美軍飛行員，從英國駐澳門大使館護送到恩平[1]:62-67。
- 在日本投降前夕，把英國殖民地部香港計畫小組就成立香港臨時政府的密函，送到赤柱拘留營的前輔政司詹遜，使得英國政府提前接管香港[1]:68-76。

## 著名人物
- 賴廉士－英軍服務團指揮官，戰後在1949年至1964年出任香港大學第六任校長。
- 傅瑞憲－於1941年4月成為新設防衛科（即今「保安局」）首任司長，香港淪陷後被日軍羈押於赤柱拘留營的期間與英軍服務團秘密聯繫，但其所收藏的通訊器材於1943年6月被日軍發現而遭到處決。
- 何禮文－英軍服務團的惠州前站主管，戰後曾任徙置事務處、市政事務署署長、新界民政署署長等要職。
- 祈德尊－英軍服務團辦事處主任，戰後從商，成為殖民地的社會菁英。
- 徐家祥－英軍服務團第65號情報員[1]:36，戰後成為首位華人政務官－1971年至1973年出任勞工處處長。
- 梁昌－最後一任英軍服務團澳門站站長，日本投降後隨即到赤柱拘留營，協助剛獲釋的香港官員組建臨時政府。
- 馬迺光－前皇家海軍成員，逃難往內地時遇上賴廉士，因不想到印度所以加入英軍服務團，第71號情報員。後為澳門站負責人，選擇梁昌為站長。各著名事件均有參與。戰後從商。
- 蔡彼得－香港星加坡皇家炮兵團團員，曾於香港保衛戰擊落日軍飛機，於香港淪陷時為英軍服務團收集情報，後來成為香港退伍軍人聯會會長。
- 關永康 - 英軍服務團第75號情報員，香港建築師

## 註腳
1. 1 2 3 4 5 6 7 8 9 10 11 12 13 14 15 16 17  香港里斯本丸協會(2009)《戰地軍魂．香港英軍服務團絕密戰記》，畫素社
2. ↑   (PDF). 香港大學.   [2022-07-03]. （原始内容存档 (PDF)于2022-03-02）.
3. ↑  英軍服務團曲江前哨站即今粵北人民醫院院史陳列館
4. ↑  鄺智文; 張少強、陳嘉銘、梁啟智.  (PDF). 香港. 2016: 19–20  [2021-11-07]. （原始内容存档 (PDF)于2021-11-07）.
5. ↑  墳場研究 在鑽石山墳場 www.facebook.com
6. ↑  .   [2017-04-09]. （原始内容存档于2020-05-08）.
7. ↑  丁身尊主编：《广东民国史》下册第1004页，广东人民出版社，2004年4月，ISBN 7-218-04486-7
8. ↑  . www.info.gov.hk.   [2020-08-18]. （原始内容存档于2020-05-08）.